# Amerindios (banda)
Amerindios fue una banda chilena fundada en 1967 en Santiago de Chile por los músicos Mario Salazar y Julio Numhauser, este último uno de los fundadores de la banda Quilapayún, activa hasta hoy. Cuatro años más tarde se integró a sus filas Patricio Castillo, también parte de los primeros miembros de Quilapayún, quien solo estaría con esta banda hasta 1973. Siendo uno de los representantes de la Nueva Canción Chilena y la Fusión latinoamericana en su faceta más rock, los Amerindios se separaron en 1979, dejando como legado tres álbumes oficiales, además de varias participaciones en discos colectivos de varios intérpretes.

## Los inicios
Julio y Mario se conocieron en 1967, en el Centro Antropológico Médico-Social del Hospital San Borja, el primero recién titulado como antropólogo, en tanto que el segundo, como sociólogo. Ambos miembros de la izquierda política de su país y con un claro interés en la música latinoamericana, Numhauser ya había incluso tocado durante dos años en los inicios de Quilapayún, uno de los más importantes representantes de la Nueva Canción Chilena y que sigue activa hasta hoy.

## En Chile
Su afinidad con la música folclórica y el socialismo los llevó a acercarse a reconocidos músicos contemporáneos a ellos, tales como Víctor Jara, Inti-Illimani, Isabel y Ángel Parra, Payo Grondona, Tiemponuevo y Nano Acevedo, además de la compañía Teatro Aleph. Posteriormente, su interés por el rock los llevó a estrechar amistad con Los Jaivas y Congregación. Con todos ellos participó en grabaciones en estudio y en vivo, frecuentando además la ahora histórica Peña de los Parra.
El nombre que eligen para el dúo, Amerindios, deja en manifiesto su fuerte arraigo por las raíces de América Latina.
Su fuerte compromiso hacia el gobierno de Salvador Allende los llevó a formar parte de delegaciones culturales en el extranjero, junto con otros músicos como Patricio Manns y Cuncumén, además de interpretar las bandas sonoras de los documentales El diálogo de América en 1972, sobre la visita de Fidel Castro a Chile ese mismo año, y de El gran desafío, registro audiovisual de discursos de Allende en la ONU y México.
Patricio Castillo, quien al igual que Julio provenía de los inicios de Quilapayún, y con quienes también tenía afinidades políticas, se une a la banda en 1971, pero se retira en 1973, el mismo año en que cae el gobierno de Allende en manos de Augusto Pinochet.

## El exilio
Producto del Golpe de Estado en Chile de 1973 y posterior instauración de la dictadura militar, tanto la agrupación como la mayoría de sus amistades musicales fueron perseguidos por los militares, por lo que permanecieron durante cinco semanas en la clandestinidad eludiendo una orden de arresto. Finalmente, Julio y Mario lograron escapar al exilio junto con sus familias el 23 de octubre de 1973 en una extensa comitiva que incluyó también a los integrantes de Los Jaivas y que tenía como supuesto objetivo un concierto en la ciudad argentina de Mendoza. Su trayecto los llevó a vivir un breve tiempo en Buenos Aires, Argentina y Barcelona, España, para finalmente establecerse en Estocolmo, Suecia.
Si bien durante este tiempo solo lanzaron un único álbum oficial, el grupo tuvo una activa participación de solidaridad con Chile, tocando en conciertos y peñas de exiliados políticos, y participando en álbumes colectivos con otros músicos tales como Alfredo Zitarrosa, Daniel Viglietti y Atahualpa Yupanqui.

## Separación
A fines de la década de 1970, Julio Numhauser comienza un trabajo en paralelo en Suiza con la banda Somos, que finalmente marcaría su separación con Mario, y con ello la disolución de Amerindios. Mario Salazar, por su parte, continuaría su trabajo en Suecia creando la agrupación Mario Salazar Band, con la que compondría numerosas canciones de protesta y publicaría dos álbumes.
En 1989, Mario Salazar regresó a Chile, trabajando como sociólogo y realizando esporádicas presentaciones en vivo con Max Berrú, además de grabando algunos temas propios con los miembros de la banda Amaru, formada en 1992. Julio Numhauser, por su parte, permanece en Estocolmo, alternando su trabajo como solista con un trabajo diplomático en la embajada de Chile en Suecia.

## Discografía

### Álbumes de estudio
- 1970 - Amerindios
- 1972 - Tu sueño es mi sueño, tu grito es mi canto...
- 1978 - Alejado de ti... pero contigo

### Sencillos
- 1971 - La producción

### Bandas sonoras
La banda musicalizó los siguientes documentales:
- 1972 - El diálogo de América (de Álvaro Covacevich)
- 1973 - El gran desafío

### Colectivos
- 1972 - Chile pueblo